# Papež Marko
Marko je bil rimski papež in svetnik Rimskokatoliške cerkve. * 3. stoletje n. št. v Rimu, † 7. oktober 336 v Rimu (Italija, Rimsko cesarstvo). 

## Življenjepis
Liber Pontificalis poroča, da je bil Markov oče rimski meščan po imenu Prisk. Pred izvolitvoijo za papeža je bil Marko duhovnik pod papežem Silvestrom. 
Odlikoval se je v krepostnem življenju in z modrostjo pri vodenju opravil.
Marku pripisujejo graditev bazilike bazilike svetega Marka v Rimu;nadalje cerkev ob Via Ardeatina - prav tako v Rimu, od katere pa danes ni več sledu. Zgradil je tudi Balbinine katakombe, ki se danes nahajajo zunaj mesta Rima. 

### Določbe
- Najstarejša seznama škofov in  mučencev, znana pod imenoma Depositio episcoporum in Depositio martyrum sta nastala najbrž za časa njegovega pontifikata.
- Škofu v Ostiji pri Rimu je podelil pravico, da nosi palij. Pozneje so dobili to pravico vsi patriarhi in metropoliti.

### Sodobnik Arijevega preganjanja in smrti
Marko je že od mladosti bil priča neusmiljenemu preganjanju, ki ga je izvajal zoper aleksandrijskega škofa Atanazija heretik Arij s svojimi privrženci, kakor tudi njegove strašne smrti. 
Kakšna pa je bila Arijeva smrt? O tem poroča na poljuden način don Bosko:
Pretkani Arij, ko je povzročil Cerkvi najhujša zla, se je hotel pokazati pravovernega, da bi se izognil hudim kaznim. S tem namenom se je predstavil cesarju in mu s prisego zagotovil, da veruje vse, kar uči katoliška Cerkev. Cesar je slutil hinavščino, pa mu je dejal: „Če se lažeš, naj Bog maščuje tvojo krivo prisego, čeprav boš dobil nazaj svoj položaj.” Heretiki so bili nadvse zadovoljni; sedaj bodo Arija pripeljali v posest tiste cerkve, iz katere je bil sramotno izgnan. Zato so določili naslednjo nedeljo, da bo vrnitev bolj opazna. Nameravali so vpeljati heretika in herezijo zmagoslavno; neštevilna množica ljudstva, ki je iz ulice v ulico naraščala, je spremljala jahajočega Arija po mestu, da bi dala večjo moč svojemu kljubovanju, ki so ga poglabljali vneti nagovori. Toda prav tu je čakalo Božje maščevanje. Sredi tolike slave, ko je prišel že čisto blizu cerkve, kjer bi se naj opravila sprava (s prejemom svetega obhajila iz rok škofa Aleksandra), ga je spopadel nenadoma hud strah: prebledel je in začel drhteti, kajti vest ga je začela hudo peči. Obenem je začutil strašne telesne bolečine, ker mu je začela notranjost razpadati in se je telo razpočilo: zavlekel se je v neki kot, izbruhal mnogo krvi ter tam obupan umrl.
Tako piše don Bosko.
Viri pa poročajo tudi, da je škof Aleksander tisti čas molil v cerkvi, da naj Bog prepreči lažno spravo, ki bi se končals s slovesno podelitvijo obhajila lažnemu spokorniku. To bi namreč pomenilo zmago herezije.Pismo o Arijevi smrti je objavil njegova žrtev - škof Atanazij.

## Smrt in češčenje
Marko je umrl naravne smrti in so ga pokopali v Balbininih katakombah, kjer je zgradil pokopališko cerkev. 
Njegov god se obhaja v Rimskokatoliški cerkvi 7. oktobra. 

### Nagrobni napis
Za časa Damaza je bil za papeža Marka sestavljen nagrobni napis ali epitaf, ki ga opisuje kot gorečega in pobožnega, nesebičnega in ponižnega moža. 